# The Hallelujah Trail
The Hallelujah Trail  (Brasil:  Nas Trilhas da Aventura  ) é um filme estadunidense, de 1965, dos gêneros comédia e faroeste, dirigido por John Sturges,  roteirizado por John Gay, baseado no livro Hallelujah Train de Bill Gulick , música de Elmer Bernstein.

## Sinopse
Um carregamento de bebidas destinado a uma cidade de mineiros, é alvo de um grupo feminino, de índios desesperados e da proteção da cavalaria, todos convergindo para muita confusão e desastre.

## Elenco
- Burt Lancaster  ....... Coronel Thaddeus Gearhart
- Lee Remick ....... Cora Templeton Massingale
- Jim Hutton ....... Capitão Paul Slater
- Pamela Tiffin  ....... Louise Gearhart
- Donald Pleasence  ....... 'Oráculo' Jones
- Brian Keith ....... Frank Wallingham
- Martin Landau ....... Chefe Walks-Stooped-Over
- John Anderson  ....... Sargento Buell
- Tom Stern  ....... Kevin O'Flaherty
- Robert J. Wilke  ....... Chefe Five Barrels
- Dub Taylor  ....... Clayton Howell
- Whit Bissell  ....... Hobbs
- Helen Kleeb  ....... Henrietta
- Val Avery  ....... Denver bartender
- Noam Pitlik ....... Intérprete